# Orsa-Klasse
Die Orsa-Klasse, oder auch nach dem Typschiff Pegaso-Klasse, war eine Klasse von vier Torpedobooten der Königlich Italienischen Marine, die im Zweiten Weltkrieg und teilweise danach zum Einsatz kamen.

## Geschichte
Bei den Booten der Orsa-Klasse handelt es sich um Geleitboote, welche auf Grundlage der Torpedoboote der Spica-Klasse entwickelt wurden. Der Rumpf wurde etwas vergrößert und die Maschinenleistung herabgesetzt um mehr Kraftstoff bunkern zu können. Des Weiteren wurde die Anzahl der Seezielgeschütze auf zwei reduziert und die U-Bootabwehrbewaffnung verstärkt.
Im Jahr 1938, kurz nach der Indienststellung, wurden die Boote auf Grund der mitgeführten Torpedobewaffnung von Gegleitschiffen (Avisi Scorta) zu Torpedobooten umklassifiziert.
Alle vier Boote waren während Zweiten Weltkrieges zur Sicherung der Versorgungskonvois für die in Nordafrika kämpfenden Truppen der Achsenmächte eingesetzt. Dabei versenkte die Pegaso die britischen U-Boote Upholder am 14. April 1942 vor Tripolis, die Urge am 28. April im östlichen Mittelmeer und die Thorn am 6. August 1942 vor Tobruk. Bei der italienischen Kapitulation entkam die Pegaso nach Mallorca, versenkte sich aber später in der Bucht von Pollença selbst. Die Procione gelang zu diesem Zeitpunkt nicht aus dem von Deutschland besetzten Gebiet und das Boot musste sich in La Spezia ebenfalls selbst versenken. Die beiden Boote Orsa und Orione überstanden den Krieg und blieben in der italienischen Marine, zu Korvetten umklassifiziert, bis 1964 bzw. 1965 in Dienst.

## Liste der Schiffe
|    | Name     | Bauwerft                        | Kiellegung       | Stapellauf       | Indienststellung | Verbleib                           |
| -- | -------- | ------------------------------- | ---------------- | ---------------- | ---------------- | ---------------------------------- |
| PG | Pegaso   | B.S.N., Castellammare di Stabia | 15. Februar 1936 | 8. Dezember 1936 | 30. März 1938    | selbstversenkt: 11. September 1943 |
| PR | Procione | B.S.N., Castellammare di Stabia | 15. Februar 1936 | 31. Januar 1937  | 30. März 1938    | selbstversenkt: 9. September 1943  |
| OS | Orsa     | C.N.R., Palermo                 | 27. April 1936   | 21. März 1937    | 31. März 1938    | außer Dienst: 1. Juli 1965         |
| ON | Orione   | C.N.R., Palermo                 | 27. April 1936   | 21. April 1937   | 31. März 1938    | außer Dienst: 1. Januar 1965       |

## Technische Beschreibung

### Rumpf
Der Rumpf eines Torpedobootes der Orsa-Klasse war 89,3 Meter lang, 9,69 Meter breit und hatte bei einer Einsatzverdrängung von 1.600 Tonnen einen Tiefgang von 3,74 Metern.

### Antrieb
Der Antrieb erfolgte zwei ölbefeuerte Dampferzeuger – Kesseln des Yarrow-Typs – und zwei Tosi-Getriebeturbinesätze mit denen eine Gesamtleistung von 16.000 PS (11.768 kW) erreicht wurde. Die Leistung wurde an zwei Wellen mit je einer Schraube abgegeben. Die Höchstgeschwindigkeit betrug 28 Knoten (52 km/h) und die maximale Fahrstrecke 4.160 Seemeilen (7.704 km) bei 21 Knoten, wofür 528 Tonnen Schweröl gebunkert werden konnten.

### Bewaffnung

#### Artillerie
Die Artilleriebewaffnung bestand aus zwei 10-cm-Geschützen in Kaliberlänge 47 Model 37 von O.T.O. in handbedienten Einzellafetten mit Schilden.

#### Flugabwehr
Bei Indienststellung bestand die Flugabwehrbewaffnung aus acht 13,2-mm-Maschinengewehren Breda Modell 1931 in drei Doppel- und zwei Einzellafetten. Bedingt durch die starken alliierten Streitkräfte kam es zu einer Verstärkung der Abwehrbewaffnung gegen Flugzeuge, die später aus bis zu elf 2-cm-Maschinenkanonen bestand.

#### Torpedos
Die Torpedoboote der Orsa-Klasse verfügten über zwei Zwillingsfachtorpedorohrsätze im Kaliber 45,7 cm. Die Mitnahme von Reservetorpedos war nicht vorgesehen.

#### U-Jagdausrüstung
Zur U-Jagd verfügten die Boote über sechs Wasserbombenwerfern für bis zu 20 Wasserbomben.

## Besatzung
Die Besatzung hatte eine Stärke von 168 Mann.